# Neuer Jüdischer Friedhof (Meran)

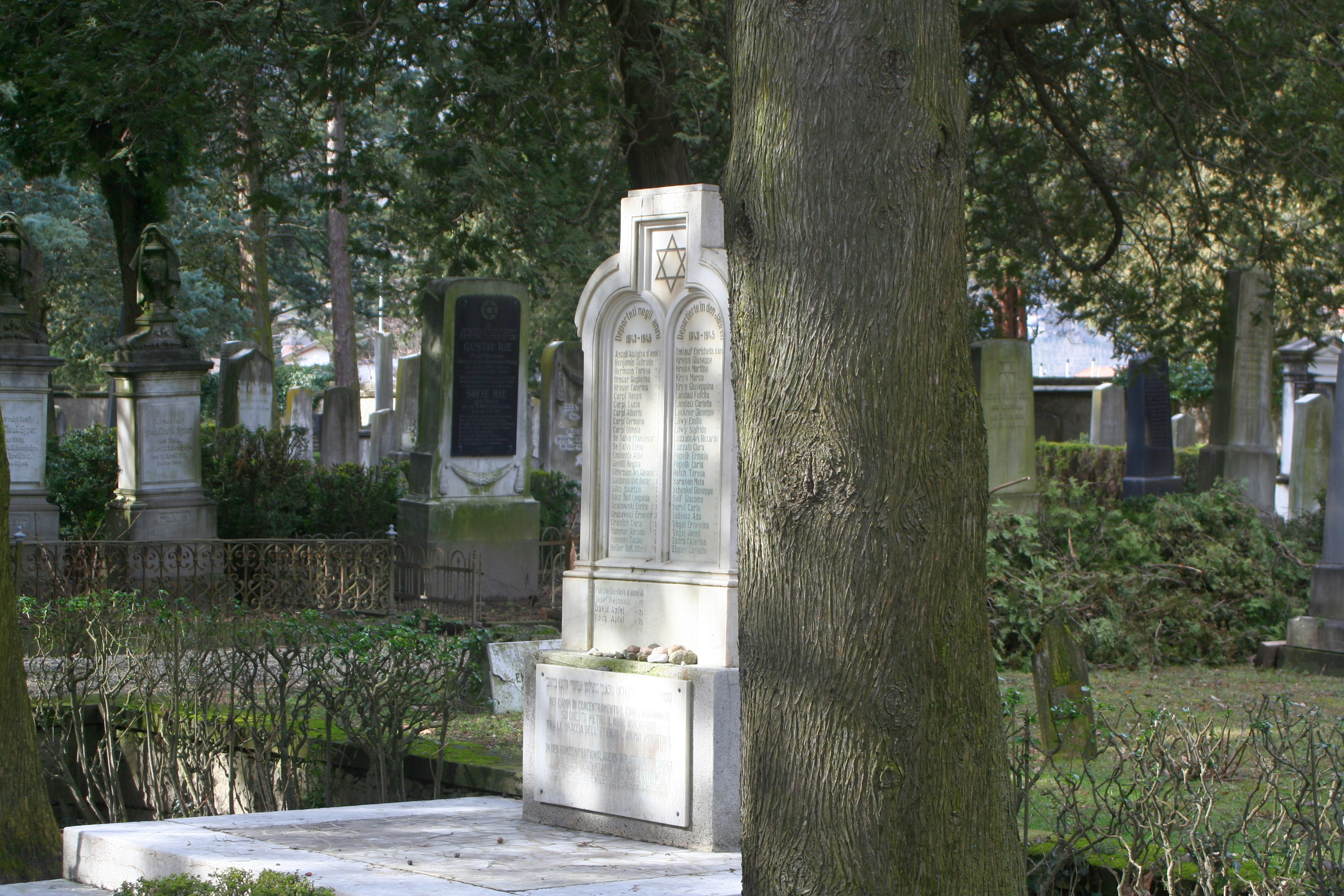
Neuer Jüdischer Friedhof Meran

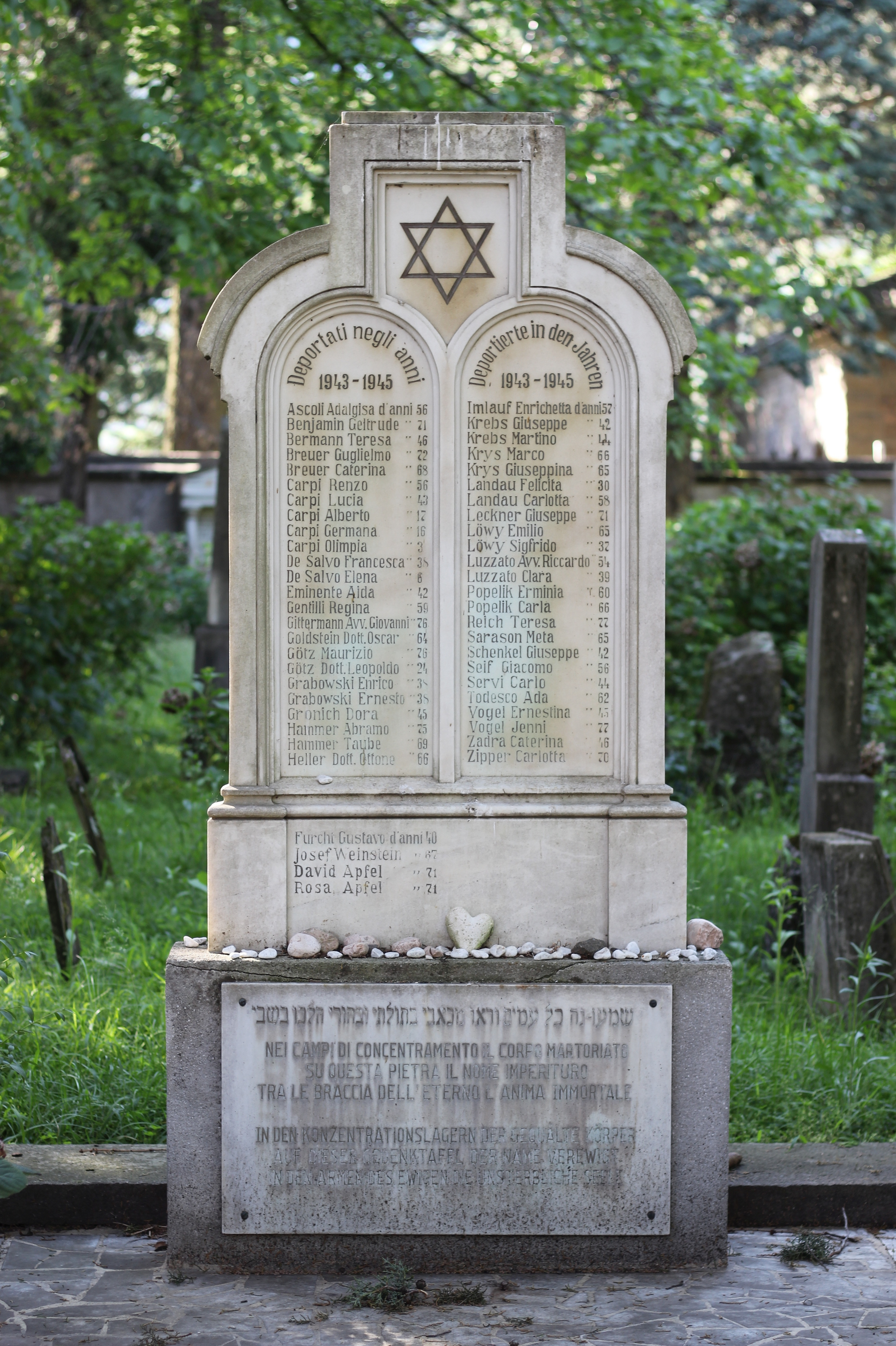
Denkmal für die Opfer des Holocaust

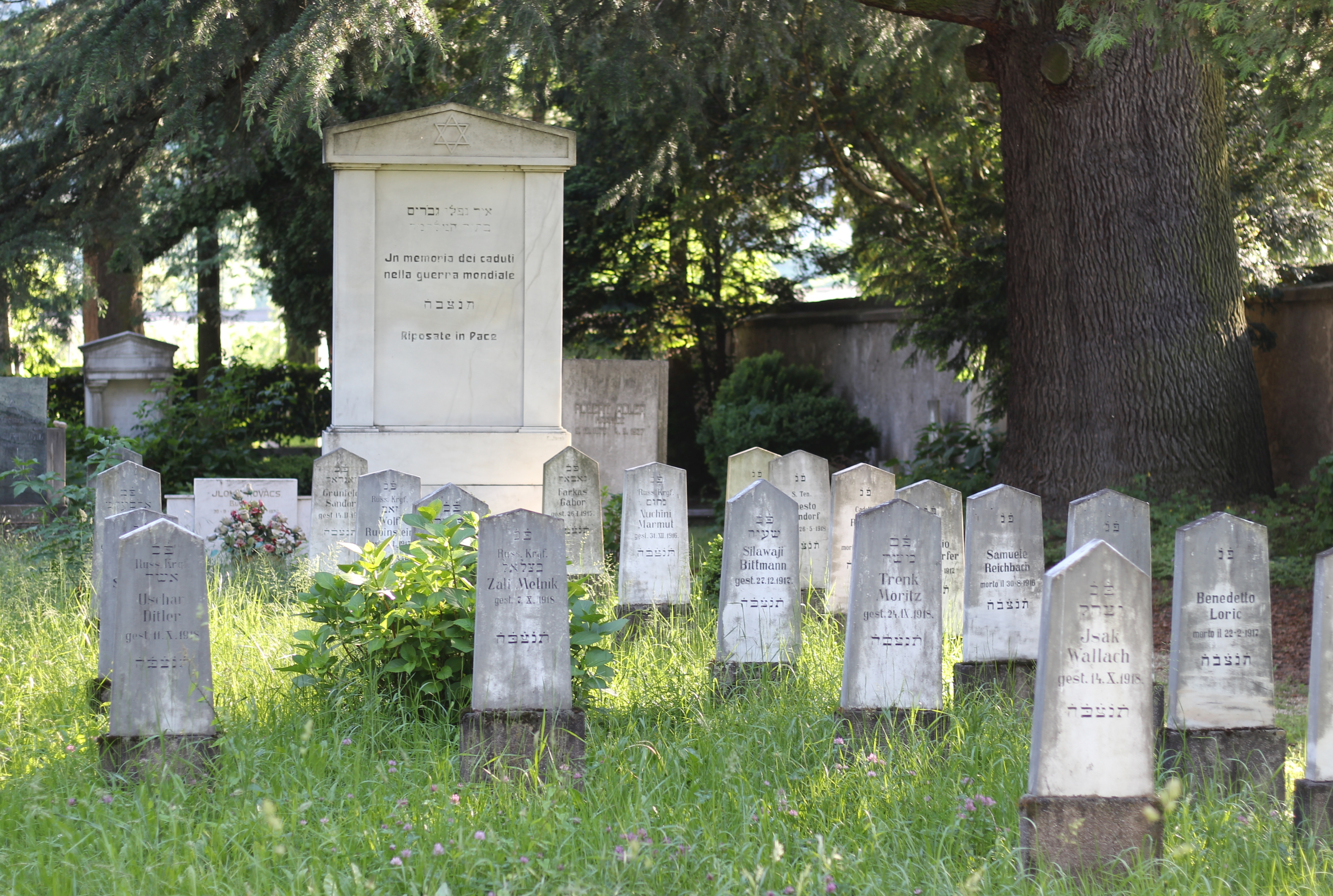
Gräber für im Ersten Weltkrieg Gefallene

Der Neue Jüdische Friedhof in Meran, der zweitgrößten Stadt in der italienischen Provinz Südtirol, wurde dank des damaligen Präsidenten der jüdischen Gemeinschaft, 1907 errichtet. Der Jüdische Friedhof liegt westlich des  Meraner Bahnhofs und hat eine Fläche von 900 Quadratmetern. Der Friedhof grenzt an den städtischen Friedhof an. Der heute noch von der jüdischen Gemeinde Merans genutzte Friedhof ersetzte einen alten jüdischen Friedhof, von dem circa 666 Gräber überführt wurden.
Auf dem  Friedhof erinnert ein Denkmal an die Opfer des Holocaust.

## Grabstätten bekannter Persönlichkeiten
- Moritz Lazarus, Psychologe
- Peretz Smolenskin, Romancier und Publizist
- Daniel Spitzer, Schriftsteller und Journalist
- Joseph Wechsberg, Journalist